# Fé, Esperança e Caridade
Santas Fé, Esperança e Caridade (em latim: Fides, Spes et Caritas), são um grupo de mártires cristãos santos, veneradas juntamente com a mãe, Santa Sofia.
Embora as edições anteriores do Martirológio Romano comemorassem as santas Fé, Esperança e Caridade em 1º de agosto e sua mãe Sofia em 30 de setembro,  o texto atual, embora professadamente incompleto, deste catalógo não tem nenhuma festa dedicada às três santas ou sua mãe: a única "Sofia" incluída é uma virgem mártir cristã primitiva de Piceno comemorada com sua companheira Vissia em 12 de abril; outro dos primeiros mártires cristãos, Santa Fé (Fides), da Aquitânia (sul da França), é comemorada em 6 de outubro, Santa Esperança (Spes), uma abadessa de Nórcia que morreu em cerca de 517, é comemorada em 23 de maio, e Santa Caridade (Caritas) está incluída, embora santos com nomes um tanto semelhantes, Carissa e Carissima, sejam comemorados, respectivamente em 16 de abril e 7 de setembro. Sua festa de 1º de agosto não foi registrada no Calendário Romano Geral, e desde então foram removidas do Martirológio Romano.
As referências da época de Gregório Magno sugerem dois grupos de mártires, mãe e filhas, uma sepultada na Via Aureliana e outra na Via Ápia. Segundo a Passio, Sophia era uma viúva de Milão que doou seus bens e se mudou para Roma com as filhas. Suas filhas foram martirizadas antes dela e ela as enterrou na Via Ápia. Ela sofreu uma morte natural três dias depois, enquanto rezava no túmulo de suas filhas. A versão mais antiga do Passio é BHL 2966. César Barônio introduziu os santos no Martirológio Romano no final do século XVI.
Seu túmulo em uma cripta sob a igreja posteriormente erguida para São Pancrácoo foi por muito tempo um local de refúgio para peregrinos, conforme detalhado em vários documentos do século VII, como um Itinerarium (guia dos lugares sagrados de Roma compilado para uso de peregrinos) ainda preservados em Salzburgo, a lista, preservada nos arquivos da catedral de Monza, dos óleos recolhidos dos túmulos dos mártires e enviados à Rainha Teodelinda no tempo de Gregório Magno, etc.
Saxer (2000) observa que os primeiros cristãos do século IV  muitas vezes recebiam no batismo nomes místicos indicativos de virtudes cristãs, e Sophia, Sapientia, Fides são atestados como nomes de mulheres cristãs nas inscrições das catacumbas. A veneração das três santas nomeadas para as três virtudes teologais provavelmente surgiu no século VI com base em tais inscrições. A erudição crítica é unânime em assumir que a tradição hagiográfica é espúria, provavelmente inspirada em inscrições latinas referentes ao teológico ou a conceitos de Santa Sabedoria, Fé, Esperança e Caridade. Sua veneração é registrada pela primeira vez no final do século VI, sendo ela mencionada no inventário de crismas coletados em nome de Teodelinda, rainha dos lombardos.
A veneração de Sofia de Milão tornou-se indistinguível da de Sofia de Roma no período medieval. As relíquias dela ou de Sophia de Roma foram transferidas para o convento feminino em Eschau, na Alsácia, em 778, de onde seu culto se espalhou para a Alemanha. Ela é a padroeira das viúvas. Um afresco dos santos do século 14 está na capela de S. Agnes na Catedral de Colônia.